# Масевицька сільська рада
Масе́вицька сільська́ ра́да — колишній орган місцевого самоврядування в Рокитнівському районі Рівненської області. Адміністративний центр — село Масевичі.

## Загальні відомості
- Масевицька сільська рада утворена в 1940 році.
- Територія ради: 108,001 км²
- Населення ради: 3 032 особи (станом на 2001 рік)
- ПРИПИНИЛА СВОЮ ДІЯЛЬНІСТЬ 18 ЛИСТОПАДА 2020 РОКУ. З 19 ЛИСТОПАДА 2020 РОКУ ЦЕ РОКИТНІВСЬКА СЕЛИЩНА РАДА - МАСЕВИЦЬКИЙ СТАРОСТИНСЬКИЙ ОКРУГ САРНЕНСЬКОГО РАЙОНУ. СТАРОСТА С. МАСЕВИЧІ, С. БУДА НЕСТЕРЧУК НАТАЛІЯ ПЕТРІВНА.

## Населені пункти
Сільській раді підпорядковані населені пункти:
- с. Масевичі
- с. Буда

## Склад ради
Рада складалася з 20 депутатів та голови.
- Голова ради: Волевач Василь Олексійович
- Секретар ради: Пахнюк Надія Петрівна

### Керівний склад попередніх скликань
| Прізвище, ім'я, по батькові   | Основні відомості                                                               | Дата обрання | Дата звільнення |
| ----------------------------- | ------------------------------------------------------------------------------- | ------------ | --------------- |
| Богданець Анатолій Васильович | Сільський голова, 1957 року народження                                          | 26.03.2006   | 31.10.2010      |
| Волевач Василь Олексійович    | Сільський голова, 1973 року народження, освіта середня спеціальна, безпартійний | 31.10.2010   |                 |

Примітка: таблиця складена за даними сайту Верховної Ради України